# Rădulenii Vechi
Rădulenii Vechi è un comune della Moldavia situato nel distretto di Florești di 1.575 abitanti al censimento del 2004